# كارلوس ميلينديز (لاعب كرة قدم)
كارلوس ميلينديز (بالإسبانية: Carlos Eduardo Meléndez)‏ هو لاعب كرة قدم هندوراسي في مركز الدفاع، ولد في 1997 في لا سيبا في هندوراس. لعب مع نادي بيدا.